# Bukov
Bukov település Csehországban, a Žďár nad Sázavou-i járásban. Bukov Strážek, Milasín, Dolní Rožínka, Moravecké Pavlovice, Věžná és Střítež településekkel határos. Lakosainak száma 197 fő (2024. január 1.).

## Népesség
A település lakosságának változását az alábbi diagram mutatja:
| Lakosok száma | 326  | 330  | 319  | 252  | 215  | 190  | 192  | 193  | 186  | 197  |
|               | 1869 | 1890 | 1921 | 1950 | 1980 | 2001 | 2017 | 2019 | 2022 | 2024 |